# Дитројт Лејкс (Минесота)
Дитројт Лејкс (енгл. Detroit Lakes) град је у америчкој савезној држави Минесота.

## Демографија
По попису из 2010. године број становника је 8.569, што је 1.221 (16,6%) становника више него 2000. године.
| Група             | 2000.         | 2010.         |
| Белци             | 6.723 (91,5%) | 7.701 (89,9%) |
| Афроамериканци    | 31 (0,4%)     | 62 (0,7%)     |
| Азијати           | 39 (0,5%)     | 67 (0,8%)     |
| Хиспаноамериканци | 88 (1,2%)     | 140 (1,6%)    |
| Укупно            | 7.348         | 8.569         |